# 歐若博司

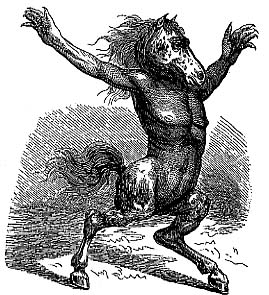
科兰·戴·布兰西所著《地獄辞典》的歐若博司畫像

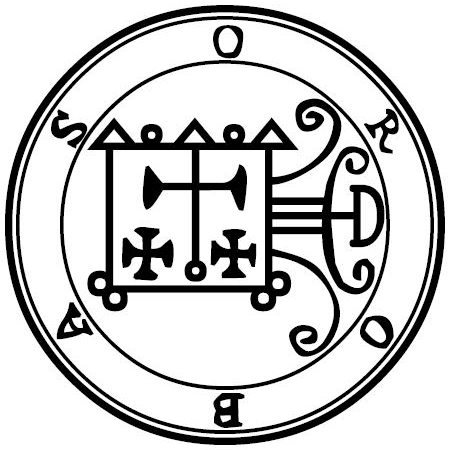
歐若博司的印記

歐若博司（英語：Orobas）是所羅門七十二柱魔神中排第55位的魔神。對於神與天地創造等事情相當精通。可以通晓古今和预言未来，平抑仇恨。

## 流行文化
- 遊戲《原神》中融合八岐大蛇形象，漢字名「遠呂羽志」。